# 이정래 (축구인)
이정래(1979년 11월 12일 ~ )는 대한민국의 축구 선수이자 코치로서 포지션은 골키퍼이다. 2014년 충주 험멜의 코치로 취임했다가 선수로 등록이 되어 몇차례 경기에 출장한 적도 있다.

## 선수 경력
건국대학교를 졸업하고 2002년 전남 드래곤즈에 입단하여 프로 무대에 입문하였지만 출장 기회를 잡지 못한채 4년동안 리그 5경기 출장에 그쳤다.
결국 출전 기회를 잡고자 2006년 경남 FC의 창단 멤버로 입단하였으며, 주전 골키퍼로 2007년까지 활약했다.
2008년 군복무를 위해 광주 상무에 입대했지만 김용대에 밀려 출전 기회를 잡지 못했으며, 전역 이후에도 경남에서 김병지에 밀려 출전 기회를 잡지 못했고, 특히 2010시즌에는 김병지가 리그 전경기 무교체 출장을 달성하면서 단 한경기도 나서지못했고, 2011시즌에는 K리그 컵대회에만 4경기를 나와 2실점했다.
2012시즌을 앞 두고 광주 FC로 이적하였지만 출전 기회를 잡지 못한채 2012시즌 종료 후 은퇴를 선언하였다.

## 지도자
은퇴 후 이정래는 2014년 충주 험멜의 플레잉 코치로 부임하였으며, 시즌 초에는 황성민이 주전 골키퍼로 출장하였으나황성민이 체력 저하 속에 집중력을 잃었다고 판단한 김종필 감독에 의해 시즌 중반 광주 FC전에서 골키퍼로 기용되면서 은퇴한지 대략 771일만에 현역 선수로 다시 출장하였으며, 이후 대구전에서도 골문을 지켰다.
2018년 고종수 감독의 부름을 받고 대전 시티즌의 골키퍼 코치로 부임하였지만 프로팀 골키퍼 코치로서 필요로 하는 자격증이 없었던 탓에 골키퍼 코치로서 연맹에 등록을 하지 못한 채 스카우트 직함으로 연맹에 등록이 됐으며, 이를 인지하지 못하고 경기 전 선수들 훈련을 지도를 시키다 경기 감독관의 제지를 받는 촌극을 빚기도 했다.
결국 시즌 중반 고종수 감독까지 경질되고 이흥실 감독이 새로 부임하면서 팀을 떠나게 되었다.
2021년 서정원 감독의 부름을 받고 청두 룽청의 골키퍼 코치로 부임하였다.